# Pinstripe Bowl
Le Pinstripe Bowl est un match annuel d'après-saison régulière de football américain de niveau universitaire organisé par la NCAA (National Collegiate Athletic Association) se déroulant au Yankee Stadium au Bronx dans l'état de New York aux États-Unis,.
Bad Boy Mowers, New Era Cap Company et les New York Yankees en sont les trois sponsors depuis sa création en 2010.
Le match oppose jusqu'en 2013, le 4e de la conférence AAC (American Athletic Conference, ex Big East Conference) au 7e de la Big 12 Conference,.
Dans le cas où le septième de la Big 12 ne serait pas « éligible », c'est Notre Dame (équipe indépendante) qui recevrait l'invitation,.
Le match inaugural se déroule le 30 décembre 2010.
La naissance de ce nouveau Bowl est annoncée le 30 septembre 2009 lors d'une conférence de presse au Yankee Stadium en présence de Hal Steinbrenner (représentant les Yankees de New York), de Michael Bloomberg (maire de New York), de John Marinatto (représentant de la conférence Big East) et de Dan Beebe (représentant de la conférence Big 12).
À la suite de l'accord donné par la NCAA en avril 2010, le Pinstripe Bowl devient donc le 35e bowl du calendrier d'après-saison.
Il fut ainsi le premier bowl à se dérouler dans la région de New York depuis le "Garden State Bowl" de 1981 au « Giants Stadium »  ayant opposé les universités de Tennessee et de Wisconsin mais également le premier bowl à se dérouler dans la ville même de New York depuis le "Gotham Bowl" de 1962 au stade originel des Yankees entre les universités de Miami et de Nebraska.
Le gagnant du Bowl remporte le trophée "George M. Steinbrenner", du nom de l'ancien propriétaire des New York Yankees. Le payout du Bowl est en 2013 de 1 800 000 US$ par équipe et en 2014 de 2 000 000 US$. 
ESPN possède les droits de retransmission TV et Radio jusqu'en 2015.

## Évolutions
Dès la saison 2014, le match mettra en présence un représentant de la ACC (Atlantic Coast Conference) à un représentant de la Big 10 Conference.
La même saison, l'équipe universitaire de Rutgers (seule équipe de FBS située dans la région de New York) intègrera la Big 10 Conference venant de la ACC,.

## Choix du nom et sponsoring
A l'annonce de la création de ce nouveau Bowl, plusieurs propositions sont faites dans la presse quant au nom qu'il aurait à porter (Yankee Bowl, Gotham Bowl ..., Jeter Bowl (du nom d'un très grand joueur de baseball des NY Yankees),..)
Finalement le 9 mars 2009, le nom officiel est dévoilé : Pinstripe Bowl.
Le logo du Pinstripe Bowl rappelle les arcades qui entourent le Yankee Stadium mais les rayures ou pinstripes (figurant sur les maillots de l'équipe de baseball des Yankees de New York) ne s'y retrouvent pas. Les Yankees sont ainsi reconnus comme étant la première équipe de Major League Baseball (MLB) a sponsoriser un bowl de football américain universitaire.
- Historique des Sponsors :
  - Bad Boy Mowers (depuis 2022)[8],[9]
  - New Era Cap Company (2010-2021)
  - Ford (Sponsor annexe)
  - Hess (Sponsor annexe)[10]

Logo du New Era Pinstripe Bowl

## Résultats des matchs
M.à.j. le 29 décembre 2021
(nombre de victoires-nombre de défaites) = statistiques de l'équipe au terme de la saison avant le résultat du bowl.
| Dates            | Vainqueurs                                   | Scores                                       | Perdants                                      | Assistances                                  | Conférences                                  |                                              |
| ---------------- | -------------------------------------------- | -------------------------------------------- | --------------------------------------------- | -------------------------------------------- | -------------------------------------------- | -------------------------------------------- |
| 30 décembre 2010 | Orange de Syracuse (7-5)                     | 36 - 34                                      | Wildcats de Kansas State (7-5)                | 38 274                                       | Big East - Big 12                            |                                              |
| 30 décembre 2011 | Scarlet Knights de Rutgers (8-4)             | 27 - 13                                      | Cyclones d'Iowa State (6-6)                   | 38 328                                       | Big East - Big 12                            |                                              |
| 29 décembre 2012 | Orange de Syracuse (7-5)                     | 38 - 14                                      | Mountaineers de la Virginie-Occidentale (7-5) | 39 098                                       | Big East - Big 12                            |                                              |
| 28 décembre 2013 | Fighting Irish de Notre Dame (8-4)           | 29 - 16                                      | Scarlet Knights de Rutgers (6-6)              | 47 122                                       | Ind. - AAC                                   |                                              |
| 27 décembre 2014 | Nittany Lions de Penn State (6-6)            | 31(ET)30                                     | Eagles de Boston College (7-5)                | 49 012                                       | Big 10 - ACC                                 | Note                                         |
| 26 décembre 2015 | Duke Blue Devils (7-5)                       | 44(ET)40                                     | Indiana Hoosiers (6-6)                        | 37 218                                       | ACC - Big 10                                 | Note                                         |
| 28 décembre 2016 | Wildcats de Northwestern (6–6)               | 31 - 24                                      | #23 Panthers de Pittsburgh (8–4)              | 37 918                                       | Big 10 - ACC                                 | Note                                         |
| 27 décembre 2017 | Eagles de Boston College (7–5)               | 27 - 20                                      | Hawkeyes de l'Iowa (7–5)                      | 37 667                                       | Big 10 - ACC                                 | Note                                         |
| 27 décembre 2018 | Badgers du Wisconsin (7-5)                   | 35 - 03                                      | Hurricanes de Miami (7-5)                     | 37 821                                       | Big 10 - ACC                                 | Note                                         |
| 27 décembre 2019 | Spartans de Michigan State (6-6)             | 27 - 21                                      | Demon Deacons de Wake Forest (8-4)            | 36 895                                       | Big 10 - ACC                                 | Note                                         |
| 29 décembre 2020 | Annulé à la suite de la pandémie de Covid-19 | Annulé à la suite de la pandémie de Covid-19 | Annulé à la suite de la pandémie de Covid-19  | Annulé à la suite de la pandémie de Covid-19 | Annulé à la suite de la pandémie de Covid-19 | Annulé à la suite de la pandémie de Covid-19 |
| 29 décembre 2021 | Terrapins du Maryland (6-6)                  | 54 - 10                                      | Hokies de Virginia Tech (6-6)                 | 29 653                                       | Big 10 - ACC                                 | Note                                         |
| 29 décembre 2022 | Golden Gophers du Minnesota (8-4)            | 28 - 20                                      | Orange de Syracuse (7-5)                      | 31 131                                       | Big 10 - ACC                                 | Note                                         |

## Meilleurs joueurs du Bowl
| Années | Nom                  | Équipes        | Postes |
| ------ | -------------------- | -------------- | ------ |
| 2010   | Delone Carter        | Syracuse       | RB     |
| 2011   | Jawan Jamison        | Rutgers        | RB     |
| 2012   | Prince-Tyson Gulley  | Syracuse       | RB     |
| 2013   | Zack Martin          | Notre Dame     | OT     |
| 2014   | Christian Hackenberg | Penn State     | QB     |
| 2015   | Thomas Sirk          | Duke           | QB     |
| 2015   | Shaun Wilson         | Duke           | RB     |
| 2016   | Justin Jackson       | Northwestern   | RB     |
| 2017   | Akrum Wadley         | Iowa           | RB     |
| 2018   | Jonathan Taylor      | Wisconsin      | RB     |
| 2019   | Brian Lewerke        | Michigan State | QB     |
| 2021   | Taulia Tagovailoa    | Maryland       | QB     |
| 2022   | Coleman Bryson       | Minnesota      | S      |

## Statistiques par Équipes
M.à.j. le 29 décembre 2022
| Rang | Équipes                                 | Apparitions | G-P |
| ---- | --------------------------------------- | ----------- | --- |
| 1    | Orange de Syracuse                      | 3           | 2–1 |
| 2    | Scarlet Knights de Rutgers              | 2           | 1–1 |
| 3    | Blue Devils de Duke                     | 1           | 1–0 |
| 3    | Hawkeyes de l'Iowa                      | 1           | 1–0 |
| 3    | Terrapins du Maryland                   | 1           | 1–0 |
| 3    | Spartans de Michigan State              | 1           | 1–0 |
| 3    | Golden Gophers du Minnesota             | 1           | 1–0 |
| 3    | Wildcats de Northwestern                | 1           | 1–0 |
| 3    | Fighting Irish de Notre Dame            | 1           | 1–0 |
| 3    | Nittany Lions de Penn State             | 1           | 1–0 |
| 3    | Badgers du Wisconsin                    | 1           | 1–0 |
| 12   | Eagles de Boston College                | 2           | 0–2 |
| 13   | Hoosiers de l'Indiana                   | 1           | 0–1 |
| 13   | Cyclones d'Iowa State                   | 1           | 0–1 |
| 13   | Wildcats de Kansas State                | 1           | 0–1 |
| 13   | Hurricanes de Miami                     | 1           | 0–1 |
| 13   | Panthers de Pittsburgh                  | 1           | 0–1 |
| 13   | Hokies de Virginia Tech                 | 1           | 0–1 |
| 13   | Mountaineers de la Virginie-Occidentale | 1           | 0–1 |
| 13   | Demon Deacons de Wake Forest            | 1           | 0–1 |

## Statistiques par Conférences
M.à.j. le 29 décembre 2022
| Conférences  | Gagnants | Perdants | %    |
| ------------ | -------- | -------- | ---- |
| Indépendants | 1        | 0        | 100  |
| Big East     | 3        | 0        | 100  |
| ACC          | 1        | 7        | 13,5 |
| Big 12       | 0        | 3        | 0    |
| Big Ten      | 7        | 1        | 87,5 |
| The American | 0        | 1        | 0    |